# Robert Devereux, III conte di Essex
Robert Devereux, III conte di Essex (11 gennaio 1591 – 14 settembre 1646), è stato un militare inglese e membro del Parlamento durante la prima metà del XVII secolo. Con lo scoppio della guerra civile inglese nel 1642 divenne il primo capitano generale e comandante in capo alle forze parlamentari, conosciuti anche col nome di Roundheads. Ad ogni modo, egli non fu in grado di dare un contrattacco decisivo ai realisti di Carlo I d'Inghilterra. Venne oscurato quindi dall'ascesa di Oliver Cromwell e rinunciò al proprio incarico nel 1646, anno della sua morte.

## Biografia

### Giovinezza e vita personale
Robert Devereux era il figlio ed erede di Robert Devereux, II conte d'Essex, cortigiano e soldato dell'ultima parte del regno della regina Elisabetta I. Sua madre era Frances Walsingham (1569–1631), unica figlia di Sir Francis Walsingham, direttore dei servizi segreti della regina. Il conte aveva anche condotto una ribellione contro Elisabetta nel 1601, ma senza successo, anzi venendo decapitato per tradimento e la famiglia venne privata del titolo. Ad ogni modo re Giacomo I d'Inghilterra scelse di restaurare la famiglia al suo posto quando egli divenne re d'Inghilterra nel 1604: in quell'anno Robert Devereux divenne III conte di Essex. Il giovane conte divenne grande amico di Enrico Federico Stuart, principe di Galles, che era più giovane di lui di tre anni.

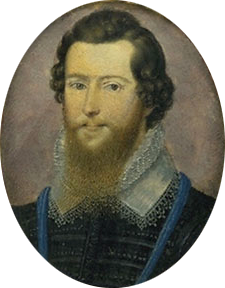
Il secondo conte di Essex in un ritratto di Isaac Oliver, c. 1597

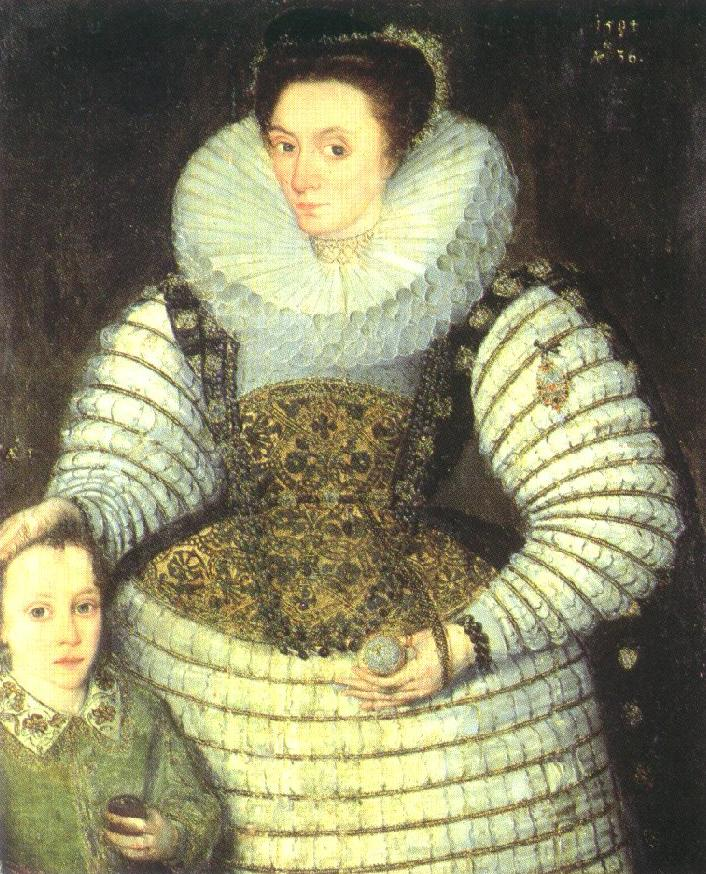
Robert Devereux bambino con sua madre Frances Walsingham, contessa di Essex
in un dipinto di Robert Peake il vecchio, 1594

All'età di 14 anni, Robert Devereux sposò Frances Howard; e venne inviato in un tour europeo dal 1607 al 1609, apparentemente senza aver consumato il matrimonio. Nel frattempo, sua madre iniziò una relazione con Robert Carr, visconte Rochester, uno dei favoriti di re Giacomo I. Dopo il ritorno di Essex, Frances chiese l'annullamento del matrimonio come causa l'impotenza del marito. Essex si difese dicendo alla moglie che egli si era dimostrato impotente solo con lei e che invece era stato perfettamente capace con altre donne. Il divorzio fu un vero e proprio spettacolo pubblico che fece del conte di Essex lo zimbello della corte. Ad ogni modo l'annullamento venne garantito il 25 settembre 1613, e Frances Howard sposò poi il suo amante, che venne nominato I conte di Somerset, il 26 dicembre di quello stesso anno. Tre anni più tardi il conte di Somerset venne, assieme ad un gruppo di nobili, accusato dell'assassinio di Sir Thomas Overbury; il conte di Essex sedeva nella giuria del tribunale e fece pressione ovviamente perché il marito della sua ex moglie venisse deriso e condannato. Sia il conte di Somerset che sua moglie vennero condannati a morte, ma la sentenza non venne mai eseguita.
L'11 marzo 1630 il conte di Essex sposò Elizabeth Pawlett, figlia di Sir William Pawlett, di Edington, Wiltshire, in passato Alto Sceriffo dello Wiltshire e cugino di William Paulet, IV marchese di Winchester. Elizabeth venne introdotta a corte durante il Grande Parlamento del 1628/29 poco dopo la morte di suo padre, come maggiore tra le figlie non sposate e quindi con la necessità di trovare marito. Di ritorno dal servizio militare in Europa (come vedremo poi), Robert Devereux era ancora alla ricerca di una moglie per dimostrare a tutti che le accuse ricevute durante il primo matrimonio erano totalmente infondate. I due si sposarono dunque ma anche questo matrimonio si rivelò un disastro, ma perlomeno non fu pubblico. I due si separarono nel 1631, dopo aver dato alla luce un figlio che comunque morì nell'infanzia. Ad ogni modo, il padre di Elizabeth venne sospettato di aver introdotto tra i due un amante, Sir Thomas Uvedale (probabilmente su consiglio di William Deveraux, fratello di Robert, che avrebbe ereditato patrimonio e titoli se Robert non avesse avuto figli).

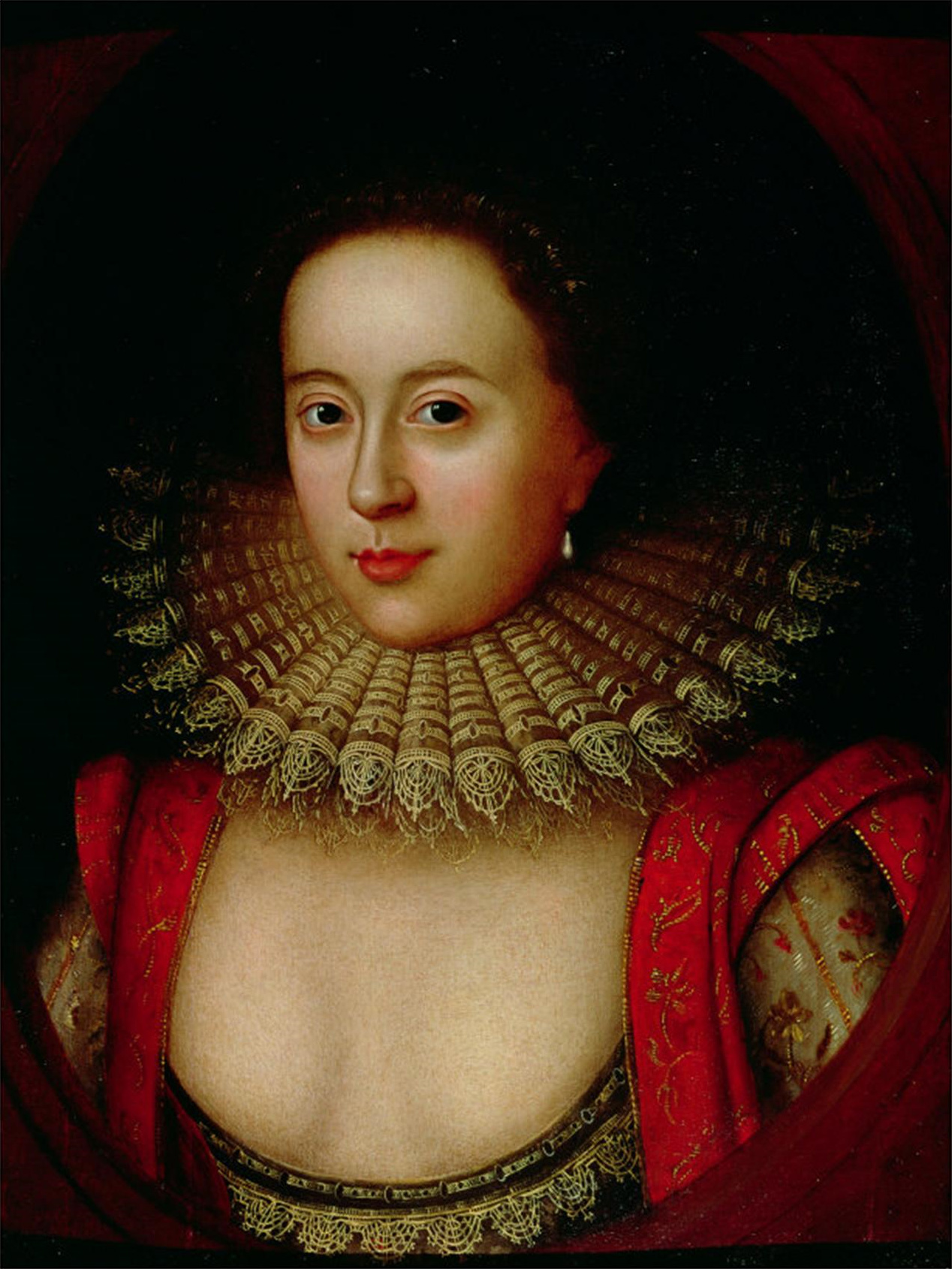
Frances Howard

Recentemente è stato suggerito che il conte di Essex soffrisse di ipogonadismo, che gli creò alcuni problemi sessuali.

### La carriera militare: 1620-1640
Nel 1620 il conte di Essex si imbarcò alla volta dell'Europa, prestando dal 1620 al 1624 in Germania tra le armate protestanti e nei Paesi Bassi. Nel 1620, inoltre, egli partecipò alla spedizione di Sir Horace Vere in difesa del Palatinato. Nel 1621 egli prestò servizio al seguito di Maurizio di Nassau. Nel 1624 egli ottenne il comando di un reggimento nella disastrosa campagna dell'assedio di Breda. Nel 1625 egli comandò e fallì la Spedizione di Cadice. Malgrado i fallimenti, questo periodo di combattimento gli conferì una profonda esperienza nei metodi di guerra e nelle strategie, sebbene si fosse perlopiù distinto in strategie difensive.
Il conte di Essex prestò servizio nelle armate di re Carlo I d'Inghilterra durante la prima guerra dei vescovi nel 1639, venendogli però negato il posto di comandante in seconda, fatto che lo spinse ad avvicinarsi alle frange parlamentari del governo.

### Il ruolo nell'inizio della guerra civile inglese: 1640-1642
Quando Carlo I dovette convocare il parlamento nel 1640 dopo undici anni di silenzio per risolvere i suoi problemi finanziari e l'insorgere di Scozia e Irlanda, molti parlamentari gli si opposero e questo incrinò indissolubilmente i rapporti tra le due parti.

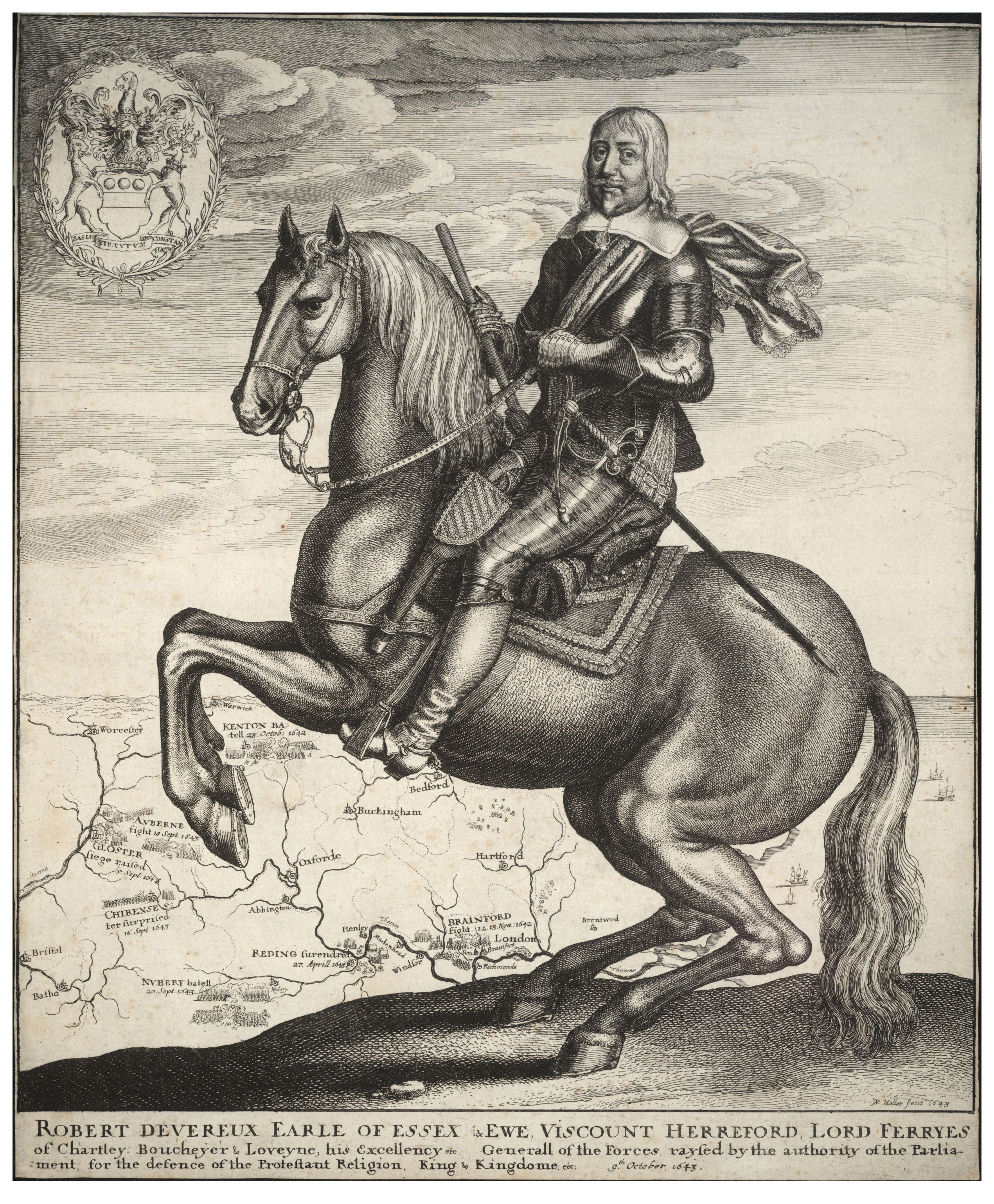
Robert Devereux raffigurato come Capitano Generale a cavallo, incisione di Wenceslas Hollar

Il conte di Essex era un convinto protestante ed avere la reputazione di essere uno dei più nobili puritani della Camera dei Lords. Egli era amico con John Pym, uno dei personaggi che furono più critici nei confronti del sovrano inglese nella Camera dei Comuni.
Nel 1641, il parlamento votò il Bill of Attainder contro il ministro del re Thomas Wentworth, I conte di Strafford che era tra i più leali alla causa di Carlo I, il che portò all'esecuzione di Strafford. Nel tentativo di riconciliarsi col parlamento, Carlo diede l'assenso al Bill of Attainder ed invitò i parlamentari a partecipare al suo consiglio privato. Tra questi vi era il conte di Essex.
Egli venne inoltre nominato Capitano Generale delle armate reali a sud del fiume Trent nel febbraio di quell'anno e divenne Lord Chamberlain nel luglio, sebbene le relazioni tra il parlamento e Carlo I continuassero a peggiorare.
Il 4 gennaio 1642, Carlo I si recò alla Camera dei Comuni per arrestare Pym ed altri quattro membri del parlamento con l'accusa di tradimento. Essex avvisò i cinque membri del parlamento dei piani del re e consentì loro di fuggire per tempo, ad eccezione di Oliver Cromwell il quale rimase ad affrontare la situazione. Carlo I venne quindi umiliato e nello stesso mese il conte di Essex incominciò ad essere sempre più assente dalla corte di Carlo I. Nell'aprile di quell'anno egli venne dimesso dall'incarico di Lord Chamberlain dopo che mancò ad un incontro col re a York, così come venne annullata la sua posizione di Capitano Generale delle armate regie a sud.
Quando la situazione politica divenne insostenibile il 4 luglio 1642 il parlamento votò la creazione di un Comitato di Salute Pubblica che consisteva in dieci membri della Camera dei Comuni e cinque della Camera dei Lords, tra i quali si trovava lo stesso conte di Essex oltre al conte di Northumberland, al conte di Pembroke, al conte di Holland ed al visconte Saye and Sele. Pym, John Hampden e Denzil Holles furono invece alcuni dei membri della camera dei comuni.

## Ruolo nella prima guerra civile inglese: 1642-1646
Essex venne posto in una posizione difficile nel 1642. Il parlamento, infatti, aveva votato per la creazione di un'armata che si contrapponesse ai realisti guidati dal sovrano Carlo I, ma non era altrettanto sicuro a chi affidare il compito di guidare questa parte. Questo stato delle cose si trovava senza precedenti nella storia inglese. I parlamentari erano intenzionati ad incontrare il re ma nel contempo non volevano essere accusati di tradimento.

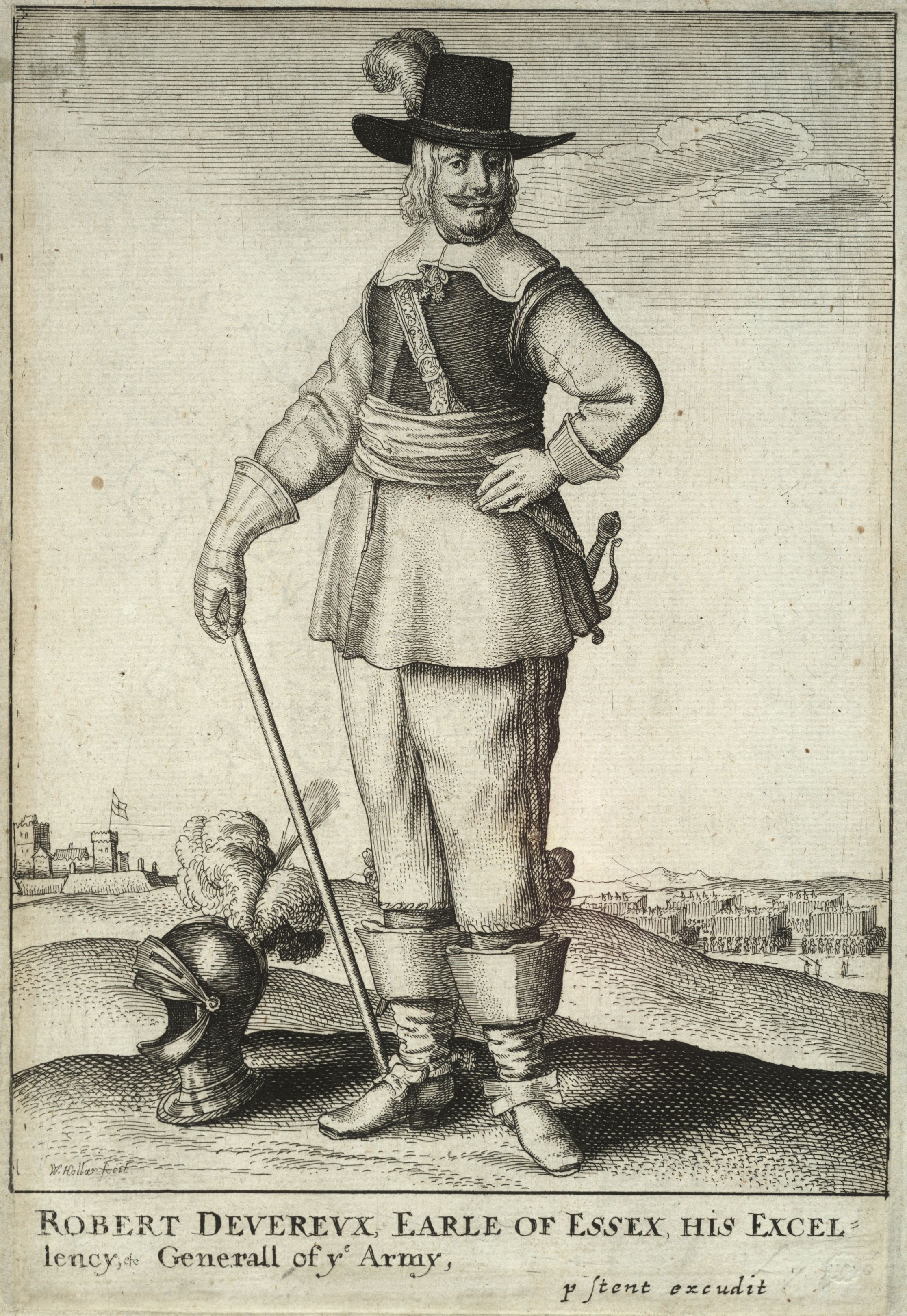
Robert Devereux raffigurato come capitano generale, incisione di Wenceslas Hollar

L'ordinanzia parlamentare si risolse a nominare il conte di Essex quale Capitano Generale col compito anche di "preservare la salvezza di Sua Maestà", col compito quindi di non permettere che il re venisse ucciso.
Il 22 agosto 1642 Carlo I alzò simbolicamente il proprio stendardo sul Castello di Nottingham, una simbolica dichiarazione di guerra contro il parlamento, a tal punto che i due eserciti ormai pronti si scontrarono proprio nei pressi di quella località per la prima volta, dando inizio alla guerra civile inglese. Ad ogni modo gran parte dei parlamentari temeva la figura del re.

### La battaglia di Edgehill, 23 ottobre 1642
A seguito di scontri minori, i due eserciti addivennero alla Battaglia di Edgehill il 23 ottobre 1642. La guardia del corpo del conte di Essex comprendeva Henry Ireton, Charles Fleetwood, Thomas Harrison, Nathaniel Rich, Edmund Ludlow, Matthew Tomlinson e Francis Russell, tutti i quali ebbero un ruolo importante nella guerra civile.
A seguito di un piccolo scambio di artiglieria, la battaglia iniziò con la cavalleria dei realisti guidata dal principe Rupert del Reno. A seguito vi fu una seconda carica della cavalleria dei realisti, guidati da Henry Wilmot, I conte di Rochester. Sia il fianco destro che quello sinistro della cavalleria parlamentare venne sbaragliata.
Entrambe le fazioni, nel corso degli attacchi incorsero in pesanti perdite. Questa battaglia evidenziò le debolezze e le forze della strategia del conte di Essex, il quel tornò a Londra il 7 novembre.

## Ascendenza
|                                     |                    |                   | Genitori                               |  |  | Nonni |  |  | Bisnonni         |  |  | Trisnonni                            |  |
|                                     |                    |                   |                                        |  |  |       |  |  | Richard Devereux |  |  | Walter Devereux, I visconte Hereford |  |
|                                     |                    |                   |                                        |  |  |       |  |  | Richard Devereux |  |  | Walter Devereux, I visconte Hereford |  |
|                                     |                    | Mary Grey         |                                        |  |  |       |  |  | Richard Devereux |  |  |                                      |  |
| Walter Devereux, I conte di Essex   |                    |                   |                                        |  |  |       |  |  | Richard Devereux |  |  |                                      |  |
|                                     |                    | Dorothea Hastings | George Hastings, I conte di Huntingdon |  |  |       |  |  |                  |  |  |                                      |  |
|                                     |                    | Dorothea Hastings | George Hastings, I conte di Huntingdon |  |  |       |  |  |                  |  |  |                                      |  |
|                                     |                    | Dorothea Hastings | Anne Stafford                          |  |  |       |  |  |                  |  |  |                                      |  |
| Robert Devereux, II conte d'Essex   |                    | Dorothea Hastings |                                        |  |  |       |  |  |                  |  |  |                                      |  |
|                                     |                    | Francis Knollys   | Robert Knollys                         |  |  |       |  |  |                  |  |  |                                      |  |
|                                     |                    | Francis Knollys   | Robert Knollys                         |  |  |       |  |  |                  |  |  |                                      |  |
|                                     |                    | Francis Knollys   | Lettice Penystone                      |  |  |       |  |  |                  |  |  |                                      |  |
| Lettice Knollys                     |                    | Francis Knollys   |                                        |  |  |       |  |  |                  |  |  |                                      |  |
|                                     |                    | Catherine Carey   | William Carey                          |  |  |       |  |  |                  |  |  |                                      |  |
|                                     |                    | Catherine Carey   | William Carey                          |  |  |       |  |  |                  |  |  |                                      |  |
|                                     |                    | Catherine Carey   | Mary Boleyn                            |  |  |       |  |  |                  |  |  |                                      |  |
| Robert Devereux, III conte di Essex |                    | Catherine Carey   |                                        |  |  |       |  |  |                  |  |  |                                      |  |
|                                     | William Walsingham | James Walsingham  |                                        |  |  |       |  |  |                  |  |  |                                      |  |
|                                     | William Walsingham | James Walsingham  |                                        |  |  |       |  |  |                  |  |  |                                      |  |
|                                     | William Walsingham | Eleanor Writtle   |                                        |  |  |       |  |  |                  |  |  |                                      |  |
| Francis Walsingham                  | William Walsingham |                   |                                        |  |  |       |  |  |                  |  |  |                                      |  |
|                                     |                    | Joice Denny       | Edmund Denny                           |  |  |       |  |  |                  |  |  |                                      |  |
|                                     |                    | Joice Denny       | Edmund Denny                           |  |  |       |  |  |                  |  |  |                                      |  |
|                                     |                    | Joice Denny       | Mary Troutbeck                         |  |  |       |  |  |                  |  |  |                                      |  |
| Frances Walsingham                  |                    | Joice Denny       |                                        |  |  |       |  |  |                  |  |  |                                      |  |
|                                     |                    | Richard St. Barbe | John St. Barbe                         |  |  |       |  |  |                  |  |  |                                      |  |
|                                     |                    | Richard St. Barbe | John St. Barbe                         |  |  |       |  |  |                  |  |  |                                      |  |
|                                     |                    | Richard St. Barbe | Jane Sydenham                          |  |  |       |  |  |                  |  |  |                                      |  |
| Ursula St. Barbe                    |                    | Richard St. Barbe |                                        |  |  |       |  |  |                  |  |  |                                      |  |
|                                     |                    | Margery Grey      | Humphrey Grey                          |  |  |       |  |  |                  |  |  |                                      |  |
|                                     |                    | Margery Grey      | Humphrey Grey                          |  |  |       |  |  |                  |  |  |                                      |  |
|                                     |                    | Margery Grey      | Anne Feilding                          |  |  |       |  |  |                  |  |  |                                      |  |
|                                     |                    | Margery Grey      |                                        |  |  |       |  |  |                  |  |  |                                      |  |